# Doodh Ka Karz
Doodh Ka Karz è un film del 1990 diretto da Ashok Gaewkad.

## Colonna sonora
1. Mohammed Aziz, Anuradha Paudwal – Tumhein Dil Se Kaise Juda Hum Karenge
2. Mohammed Aziz, Anuradha Paudwal – Shuru Ho Rahi Hai Prem Kahani
3. Anuradha Paudwal – Been Bajata Ja Sapare
4. Shabbir Kumar – Rasta To Mil Gaya Hai
5. Mohammed Aziz – Been Bajaun Tujhe Bulaun
6. Mohammed Aziz, Anuradha Paudwal – Mere Munne Bhool Na Jana